# 堀直格
堀 直格（ほり なおただ）は、信濃国須坂藩の第11代藩主である。信濃須坂堀家11代。
文化3年11月14日（1806年12月23日）、第9代藩主・直皓の三男として生まれる。文政4年（1821年）、長兄で第10代藩主の直興が死去したため養子となって家督を相続する。呉服橋門番、駿府加番を務めた。
弘化2年（1845年）に家督を長男の直武に譲って隠居した。
明治維新後は奥田姓に改姓した。明治13年（1880年）8月13日に死去した。享年75。
文人大名として知られ、著作として『扶桑名画伝』などがあり、親交のあった国学者・黒川春村に『歴代残闕日記』を執筆させた。

## 系譜
父母
- 堀直皓（実父）
- 黒田直亨の娘（実母）
- 堀直興（養父）

正室
- 天心院 ー 西尾忠善の娘

側室
- 松齢院、千歳 ー 内田氏

子女
- 堀直武（長男）、生母は天心院（正室）
- 水野直章（次男）、生母は天心院（正室）
- 堀直正（三男）
- 堀直虎（五男）、生母は天心院（正室）
- 堀直明（六男）、生母は松齢院（側室）
- 堀直微（七男）、生母は松齢院（側室）
- 水野勝知正室のち太田某室、生母は松齢院（側室）
- 花房某室のち本多忠紀正室、生母は天心院（正室）
- 堀縁子 ー 山名義済正室、生母は天心院（正室）
- 巨勢利国正室のち松平信懿室、生母は松齢院（側室）
- 牧野成一室、生母は松齢院（側室）